# 닭강정
현재의 닭강정은 닭튀김에 마늘과 고추 등 양념을 넣고 간장 (혹은 고추장)과 물엿을 넣고 졸여내거나 볶아내는 음식이다. 견과류를 고명으로 얹기도 한다. 양념치킨, 간장치킨과 유사하지만 다른 음식으로 양념치킨, 간장치킨보다 물엿이 많이 들어가고 닭 조각이 작다. 그러나 양념치킨 계열의 치킨 요리 중에 닭강정과 양념치킨이 혼성된 유형도 존재한다.
다만 무엇이 더 오리지널에 가까운 맛을 내는가는 물엿이 아닌 조청이나 꿀이 첨가가 되어야하며. 매콤한 맛을 위해 청양고추가 고명으로 올라간다. 대부분이 치킨강정과 닭강정을 혼동하는데 이는 엄연히 다른 음식이라고 볼 수 있다. 치킨강정은 최근 많은 요식업계에서 달기만 한 양념 치킨 베이스로 닭강정이라고 판매를 하고 있다.
닭강정은 본래 닭튀김이 아니라 닭튀김이 졸여진 형태로 고추와 함께 매콤달콤한 맛이 특징이다. 다만 실제 기원과 유래가 정확히는 알려지지 않은 음식으로 고려부터 조선시대까지 이 유래를 찾아볼 수 있으며 일부 전문가들은 근대 이후에 중국식 닭 튀김 요리와 서양식 닭 튀김 요리가 들어오면서 현재 정형화된 고추장과 고춧가루를 사용하는 음식으로 널리 알려진 것으로 추정한다.

## 조리법
닭강정의 조리법은 시대와 장소에 따라 다양하나 1972년 기사에서 제시한 조리법은 다음과 같다.
1. 닭을 큰 밤톨만하게 뼈째로 토막을 낸다.
2. 참기름과 간장으로 만든 양념장에 재운다.
3. 30분 후 간이 배면 물기를 빼고 끓는 기름에 튀긴다.
4. 간장, 설탕, 참기름, 붉은 통고추 등을 배합한 장엿에 튀긴 닭을 넣고 볶고 통깨를 뿌린다.

## 같이 보기
- 양념치킨
- 닭튀김